# Édito de Saint-Germain

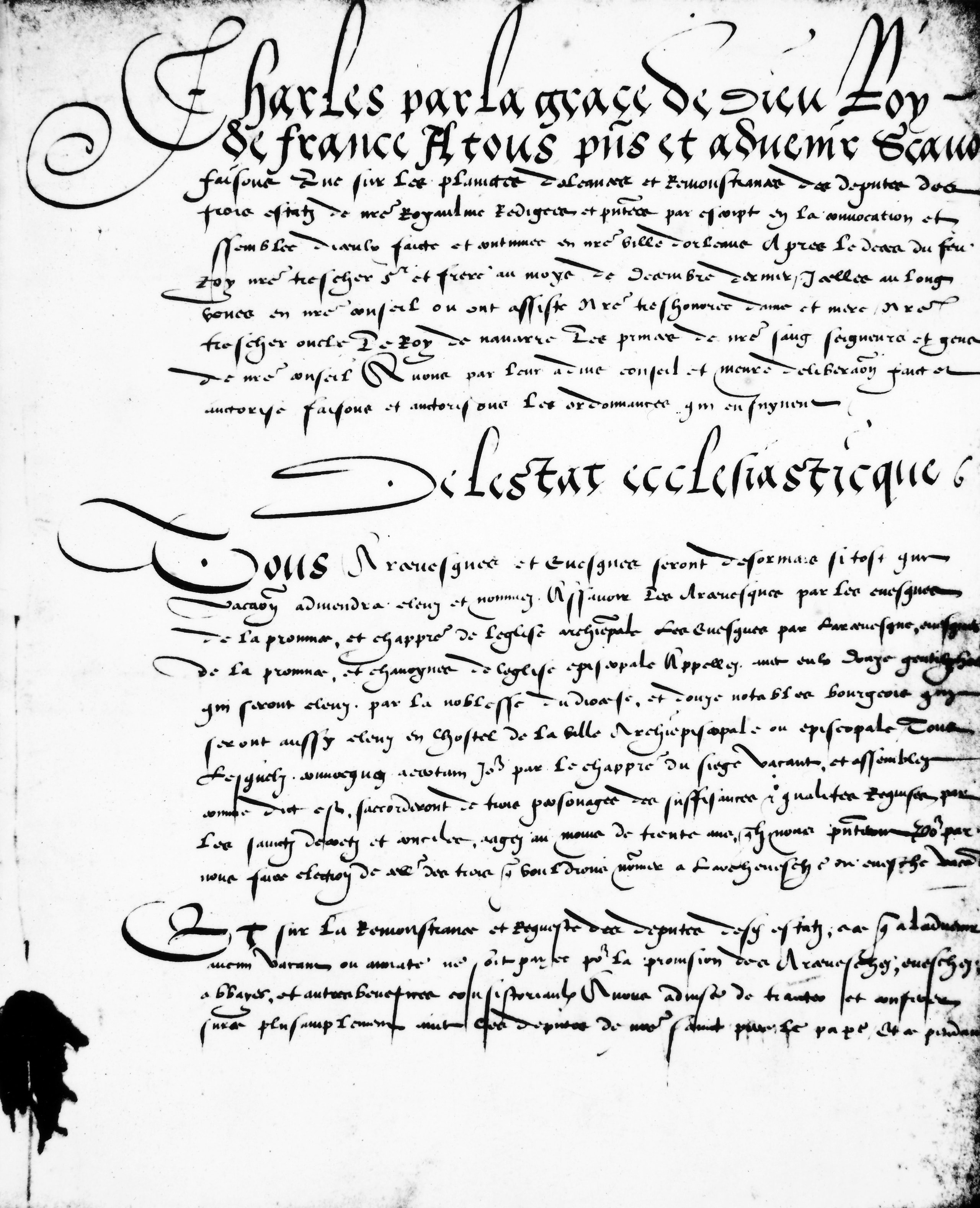
Primeira página do Edito de Saint Germain

No Édito de Saint-Germain-en-Laye (também Édito de janeiro ou Édito de tolerância de Saint-Germain; em francês: L'édit de janvier ou édit de tolérance de Saint-Germain) de 17 de janeiro de 1562, a regente francesa Catarina de Médici garantiu a liberdade de crença restrita da nobreza huguenote no reino de orientação católica.

## Introdução

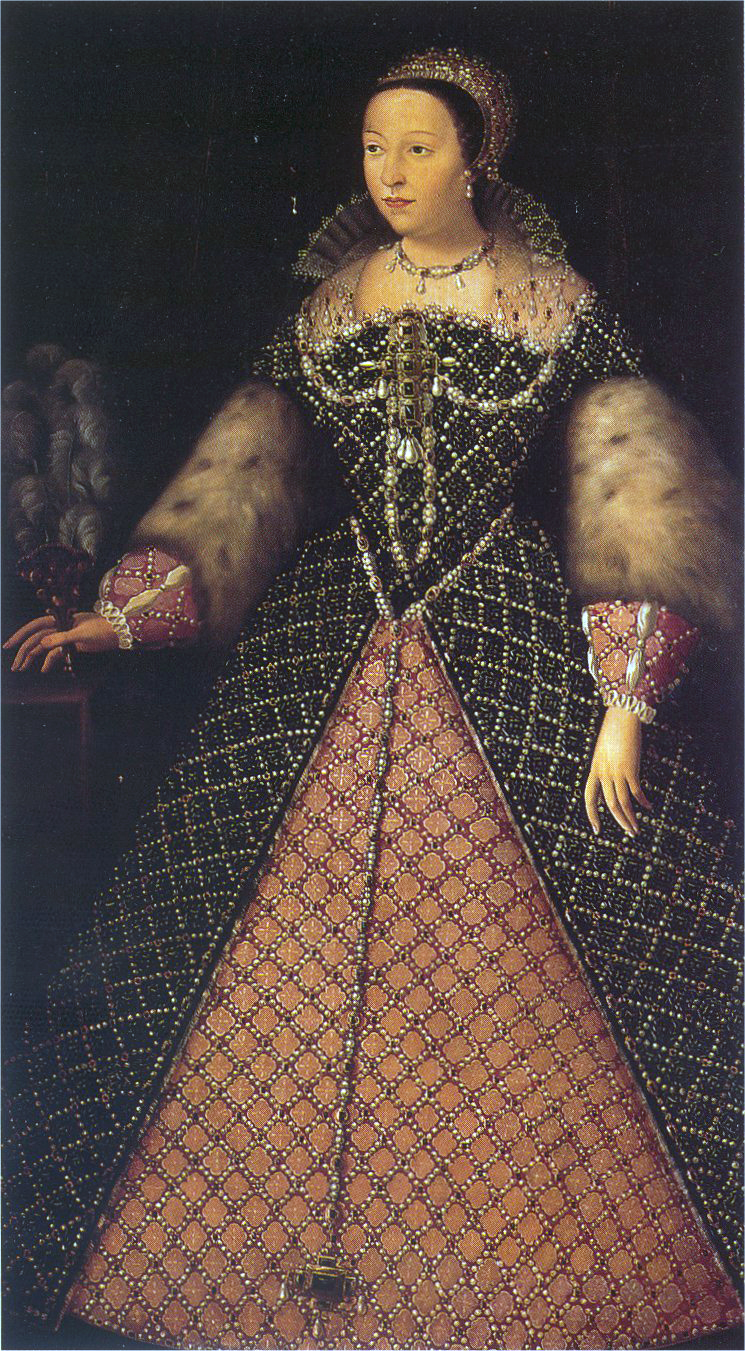
Catarina de Medici

Foi a primeira decisão de Catarina como regente após a morte de seu filho, o rei Francisco II. Seu filho seguinte, Carlos IX, ainda menor de idade, tornou-se o novo rei. Ela agiu em seu nome. Na controvérsia entre católicos e protestantes, ela procurou um meio-termo que fortalecesse o poder real. Sem infringir os privilégios da Igreja Católica, o decreto, que foi amplamente concebido pelo chanceler da França, Michel de l´Hôpital, permitia aos protestantes a liberdade de crença e o culto privado a Deus.

## Edital
O edito emitido em Saint-Germain-en-Laye marcou uma mudança definitiva na política real em relação aos reformados, após muitos anos de repressão durante o reinado de Henrique II e após os fracassos do Poissy Colloquium e das Conferências de Saint-Germain. Nela, Catarina de Médici exerceu a tolerância, mas não de forma irrestrita e apenas temporariamente. Em carta escrita em 16 de fevereiro, ela lamentou
"[…] a dureza e obstinação de todos aqueles que preferiram defender sua posição pela força das armas ao invés de debater e deliberar, submetendo-se assim à busca da verdade e à razão"
Na verdade, porém, o regente aguardava uma decisão do Concílio de Trento.
Também conhecido como 1.º Edito de Religião, o decreto real permitia que os protestantes praticassem suas crenças não católicas nos subúrbios ou fora do país. Em troca, esperava-se que eles devolvessem os locais de culto que ocupavam entretanto. Reuniões sinodais e a criação de lideranças da igreja (consistórios) foram permitidas pela primeira vez. Os pastores foram reconhecidos, mas tiveram que jurar fidelidade às autoridades civis.
No dia seguinte, o Concílio de Trento retomou seus trabalhos, parecendo que uma postura mais dura agora havia sido adotada em relação aos protestantes. Além disso, o Parlamento de Paris, dominado pelos católicos, recusou-se a registrar o Édito de janeiro. Após semanas de debate e várias lettres de jussion — na legislação do Ancien Régime na França, uma carta-patente do rei que direciona um parlamento a registrar uma portaria ou edito real —, o texto foi finalmente adotado em 6 de março de 1562 — 5 dias após o Massacre de Vassy em Champagne, ordenado por Francisco, Duque de Guise. Cerca de 200 protestantes ouviram um sermão em um celeiro dentro da cidade — violando o decreto. O massacre matou 60 pessoas e mais de 100 ficaram feridas, algumas gravemente.

## Efeitos
O Édito de Saint-Germain-en-Laye foi visto como um caso modelo pelos protestantes. Em negociações posteriores com a monarquia, eles deveriam usá-lo como referência para novos decretos.
Na grande maioria dos casos, no entanto, os protestantes — especialmente no sul da França — se recusaram a devolver os locais de culto que haviam confiscado, preferindo destruir igrejas e capelas. Eles também cometeram vandalismo educacional, destruindo deliberadamente imagens e cruzes apenas para indicar que Deus permanece em silêncio para o que os católicos chamam de blasfêmia.
Os rivais Guises viram o edital como um erro, interpretaram-no como uma vitória do adversário e não estavam dispostos a adotar uma atitude tolerante. O Massacre de Vassy estourou em 1.º de março de 1562 e, imediatamente depois, a primeira das Guerras Huguenotes, que duraria um total de 30 anos.